# Thorsten Bengtsson
Thorsten Bengtsson, folkbokförd Johan Torsten Israel Bengtsson, född 24 oktober 1893 i Reftele församling, Jönköpings län, död 24 juli 1973 i Johannebergs församling, Göteborg, var en svensk bank- och försäkringsman.
Bengtsson var son till skogvaktaren Anders Bengtsson, född 1856 i Maglehem, Kristianstads län och Anna Helena Samuelsson, född 1861 i Rappestad. Bengtsson blev juris kandidat 1916, filosofie kandidat 1918 och anställdes 1918 som avdelningschef och ombudsman vid Försäkrings AB Nornan. Han blev VD där 1923, 1929 ombudsman och chef för finansavdelningen hos Brand- och lifförsäkrings AB Svea och 1932 företagets VD samt 1934 chef för Göteborgs Banks stockholmskontor. 1935 blev han chef för Göteborgs Banks göteborgskontor, 1:e verkställande direktör 1939. Från 1939 var Bengtsson även ledamot av Svenska bankföreningens styrelse.
Genom gifte med Asta Maria Lundgren blev han far till professorn och justitierådet Bertil Bengtsson.